# Karamoko Dembélé
Karamoko Kader Dembélé, född 22 februari 2003 i London, England, är en engelsk-skotsk fotbollsspelare som spelar för engelska Queens Park Rangers.

## Klubblagskarriär

### Tidig karriär
Dembélé startade sin fotbollskarriär i Park Villa BC när han var fem år gammal. Han flyttade sedan ifrån moderklubben till Celtic FC när han var 10 år gammal. I juli 2016 utsågs Dembélé till turneringens spelare när han representerade Celtic U13 i St Kevin's Boys Academy Cup. Strax efteråt blev han uttagen av huvudtränaren Brendan Rodgers till att delta under en av Celtics A-lags träningar. Den 3 oktober 2016 fick Dembélé stor uppmärksamhet i media efter att ha debuterat för Celtics U20-lag. Vid denna tidpunkt var han endast 13 år gammal och möte spelare som var upp mot 7 år äldre än han själv var. Den 2 juni 2017 skrev Dembélé på ett ungdomskontrakt med Celtic FC.

### Celtic
Den 24 december 2017 skrev Dembélé på sitt allra första professionella kontrakt med Celtic, endast 15 år gammal. Debuten för Celtic kom den 19 maj 2019 när Celtic tog emot Heart of Midlothian FC hemma på Celtic Park. Dembélé byttes in i halvlek av matchen under huvudtränaren Neil Lennons ansvar. Celtic vann matchen med 2–1. Efter matchen fick han vara med att lyfta Scottish Premier League-trofén när Celtic avslutade säsongen 9 poäng före tabelltvåan och ärkerivalen Rangers FC. Sex dagar senare fick han vara med i matchtruppen när Celtic ännu en gång tog emot Heart of Midlothian FC, denna gång i Skotska cupfinalen. Celtic vann även denna match och tog hem pokalen för 39:e gången i klubbens historia. Dembélé blev dock kvar på bänken under hela matchen.
Den 12 december 2019 blev Dembélé den yngsta spelaren någonsin att representera ett skotsklag i en Europatävling när Celtic mötte CFR Cluj i gruppspelat av Europa League 2019/2020. Han byttes in mot Michael Johnston i den 73:e matchminuten, Celtic förlorade dock matchen med 2–0.

### Brest
Den 5 juli 2022 värvades Dembélé på fri transfer av franska Brest, där han skrev på ett fyraårskontrakt.

## Landslagskarriär
Dembélé har rätt att spela i Englands landslag, Skottlands landslag och Elfenbenskustens landslag. Den 19 oktober 2016 kallades han till det skotska U16-laget som skulle spela i Victory Shield. Han debuterade för Skottland U16 den 1 november 2016 när han byttes in i halvlek i en match som slutade oavgjort 2–2 mot Wales. Dembélé gjorde ytterligare ett uppträdande i en 3–0-förlust mot Irland.
Innan Dembélé deltog i Victory Shield för Skottland hade han rest söderut för att träna med det Engelska U15-laget på St George's Park i Burton upon Trent. Den 18 november 2016 bekräftade Dembélé att han skulle spela i det engelska U15-laget i en match mot Turkiet. Den 17 december 2016 byttes Dembélé in i matchen mot Turkiet som slutade med en 5–2-vinst, Dembélé gjorde ett av målen. Dembélé fick starta för det engelska U15-laget när de tog emot Belgien den 16 februari 2017.
Dembélé fortsatte dock att spela för det skotska landslaget. Han var uttagen i den Skotska U16-truppen i två UEFA-utvecklingsturneringar. Skottland vann båda turneringarna. Dembélé framträdde särskilt i en seger när Skottland tog emot England i juli 2017.
Debuten för Skottlands U17-lag kom den 19 augusti 2018 i en 1–0-seger mot Ryssland.
Den 10 oktober 2019 debuterade Dembélé för det engelska U17-laget i en match som slutade 3-3 mot Tyskland på Pinatar Arena i Spanien. Dembélé gjorde sitt första U17-mål när England möte Spanien i en match som slutade oavgjort 1–1 den 14 oktober 2019.
Den 29 mars 2021 debuterade Dembélé för Englands U18 i en 2–0-seger borta mot Wales på Leckwith Stadium i Cardiff.

## Privatliv
Dembélé föddes 2003 i Lambeth, södra London. Hans föräldrar är dock födda i Elfenbenskusten. Hans familj flyttade norrut till Skottland, till Govan i Glasgow, innan han fyllt ett. Dembélé, eller "Kaddy" som han kallas, gick på St Constantine's Primary School i Drumoyne innan han flyttade till St Ninians High School Kirkintilloch 2015. 
Dembélé är yngre bror till den professionella fotbollsspelaren Siriki Dembélé som spelar för AFC Bournemouth i The Championship, även Siriki är berättigad att spela för England, Skottland och Elfenbenskustens landslag. Dembélé har ytterligare en bror, Hassan Dembélé, som senast spelade för Celtics U9-lag i november 2017. Deras äldre syster Macoula Dembélé är sedan några år tillbaka fotomodell.